# Miley Says Goodbye?
Miley Says Goodbye es el episodio 30 y 31 de la serie original de Disney Channel Hannah Montana. Fue declarado episodio especial por la producción de la serie. Fue estrenado el 15 de marzo de 2010 en Estados Unidos.

## Trama

### Episodio 1
Después de visitar Tennessee, Miley ha estado soñando con su caballo Blue Jeans. Miley, poco a poco, empieza a estar un poco más nostálgica, pues extraña a la mascota con la que creció desde muy pequeña. Mientras, Jackson decide mudarse, pues cree que ya es un adulto responsable que puede controlar su vida, pero no lo es, pues su departamento se va derribando al descubrir que Rico es el dueño donde reside. Al final, Miley toma la decisión de regresar a vivir a Tennessee para estar con Blue Jeans, pero no está segura y, al darse cuenta de eso, su padre busca un lugar donde pueda tener lo mejor de Tennessee y California.

### Episodio 2
Miley le dice a Oliver que se va a mudar a Tennessee; en eso, él le dice que se va a ir de gira mundial por 6 meses con una banda como telonero, y los dos no saben cómo decírselo a Lilly, porque saben que la dejarían sola y viviendo con su papá. Terminan diciéndole, y Lilly los comprende, ya que no se quería sentir culpable de no dejar a Oliver aprovechar la gran oportunidad, y a Miley reencontrarse con ella misma. Miley va al departamento de Jackson porque quería hablar con alguien sobre la decisión que había tomado; él le dice que no la puede ayudar, que lo mejor es que vaya a cabalgar con Blue Jeans porque así piensa mejor las cosas. Miley va y se encuentra a su papá y le dice que ya encontró un lugar en medio de Malibú y Tennessee, y Miley dice: ¿Oklahoma?, a lo que su papá le dice «No, mucho mejor» y apunta hacia un rancho que está frente a ellos, y a Miley le parece perfecto. Al final, Jackson, Miley, Lilly y Blue Jeans se mudan al rancho.